# Liberalna partija Crne Gore
Liberalna partija Crne Gore je suverenistička liberalna politička stranka koja ja sastavni dio vladajuće strukture u Crnoj Gori. Liberalna partija članica je Liberalne internacionale, jedne od najmoćnijih političkih asocijacija svijeta. Njezin predsjednik je Andrija Popović.

## Povijest
Politička stranka je osnovana u Podgorici 2004. godine nakon raskola u Liberalnom savezu Crne Gore povodom afere Trsteno, kojom prigodom je iz iste isključen njezin dotadašnji lider Miodrag Živković, a iz čijeg manjeg dijela članova je LP CG mahom sastavljen. Nastavljajući ideologiju nezavisne Crne Gore, Liberalna partija se udružuje s vladajućim strankama i ostalima u Bloku za nezavisnu Crnu Goru pred referendum 2006. godine, koji se završava tijesnom pobjedom opcije za nezavisnost. Na prvim parlamentarnim izborima u nezavisnoj crnogorskoj državi, nastupa u koaliciji s novoosnovanom Bošnjačkom strankom, kako bi osigurala prijelaz cenzusa i pustila predstavnike bošnjačkog naroda u parlament, jer manjinska prava od svih uživaju samo Albanci. Kako je BS-u dala dva zagarantirana mjesta, a osvojila 3, doživjela je nezavidan uspjeh jedva ušavši u parlament sa samo jednim jedinim zastupnikom.
U skladu sa svojom ideologijom po jezičkom pitanju postojanja jedinstvenog crnogorskog jezika i odvojenosti crkve od države, podržava parlament 2007. godine u usvajanju novog ustava koji je proglasio crnogorski jezik za službeni. Jedina je oporbena stranka u cijeloj oporbi koja nije bila dio parlamentarne koalicije „Udružena opozicija“, i često je optuživana da je za razliku od LSCG-a, značajno prorežimska. U skladu sa svojom politikom o postojanju neosporivo zasebne crnogorske narodnosti, pa tako i podržava zakonska usmjeravanja ka tome, kao npr. legalizacija nevladine organizacije Matica crnogorska i njezino pretvaranje u službenu instituciju.
Liberalna partija Crne Gore se zalagala za potpunu neutralnost Crne Gore u vojnom i spoljnopolitičkom smislu, ali je nedavno konačno pristala na članstvo u NATO pakt, ali pod istim posebnim uvjetima s kojima je Island završio atlantske integracije. LP CG strogo podržava europske integracije Crne Gore i često kritizira vlast da lošim principima strijemi ka Europskoj uniji. Zalagala se za princip nemiješanja u suverenost drugih država, a poslije jednostrano proglašene nezavisnosti Kosova, zahtijevala da Crna Gora bude posljednja država na svijetu koja će priznati tu nezavisnost, ipak je prihvaćajući kao realnost. LP je podržala masovne demonstracije protiv odluke Vlade Crne Gore da prizna nelegalnu nezavisnost Kosova, ali se strogo ogradila od građanskih nemira koji su naknadno nastupili.
Pred parlamentarnim izborima 2009., pregovarala je sa Socijalističkom narodnom partijom Crne Gore o ujedinjenoj oporbenoj listi, ali ju je odbila, tvrdeći da će oporbi biti korisnije ako šarolika ide u više lista a ne zajedno i zato što ne postoji konsenzus oko toga što raditi poslije zbacivanja vlasti koalicije Mila Đukanovića, što je dovelo do raspadu takvih pregovora. Na izbore ide u koaliciju s novoformiranim Demokratskim centrom Crne Gore, koji je nastao od disidenata iz Pokreta za promjene, u kojoj je prihvatila ulogu manjeg koalicijskog partnera, ali koalicija nije prešla cenzus, tako da Liberalna partija Crne Gore nije dobila nijedno zastupničko mesto u crnogorskoj Skupštini.

## Današnji položaj
Na parlamentarnim izborima 2012. LP je potpuno iznenadno sklopila sporazum s vladajućim DPS-om i prišla je koaliciji Europska Crna Gora. Ovog puta uspijeva ući u Skupštinu, dobivši jednog zastupnika i mjesto šefa uprave za šport za svog lidera Andriju Popovića.
U svom predizbornom programu Liberalna partija založa se za zakonsku dekriminalizaciju marihuane, legalizaciju prostitucije kao i za LGBT ljudska prava, čime je po prvi put pokrenula ove kontroverzne teme u crnogorskoj politici.
Liberalna partija Crne Gore je jedna od dvije crnogorske stranke koje ne kriju simpatije prema Crnogorskoj pravoslavnoj crkvi, odnosno donedavno jedina oporbena stranka s takvim uvjerenjima.

## Vanjske poveznice
- Službeni sajt LPCG (crnog.)
- Blog Mladih liberala (crnog.)
- Facebook stranica Liberalne partije (crnog.)